# Laura Fraser
Pour les articles homonymes, voir Fraser.
Laura Fraser, née le 24 juillet 1975 à Glasgow, en Écosse, est une actrice écossaise.

## Biographie
Elle a grandi à Glasgow. Son père, Alister, était entrepreneur en bâtiments, mais s'est lancé dans l'écriture de scripts de cinéma ; sa mère, Rose, était infirmière, et enseigne actuellement à l'université. Elle a un grand frère dans l'informatique, une sœur cadette qui étudie la philosophie et un plus jeune frère qui n'a pas encore décidé de l'orientation de sa vie. 
C'est son père qui a poussé Laura vers l'art dramatique. Il avait écrit une pièce pour le groupe de jeunes où elle avait le rôle féminin principal. 
Après son lycée, elle a suivi un cours basique d'art dramatique au collège Langside de Glasgow, puis à la prestigieuse Académie royale écossaise de musique et d'art dramatique (Royal Scottish Academy of Music and Drama). En parallèle à ses études, elle obtient un rôle secondaire dans Small Faces (1996) de Gillies MacKinnon, et fait quelques apparitions mineures (par exemple, dans Good Day for the Bad Guys). Les autorités du collège lui reprochent alors ces trop grands engagements à l'extérieur des cours et l'invitent à plus de persévérance dans ses études. Ne se plaisant pas à l'Académie, elle part pour Londres au bout d'un an. 
Fraîchement arrivée en Angleterre, elle obtient le rôle féminin principal de la série de la BBC Neverwhere (1996) écrite par Neil Gaiman, puis enchaîne les petits ou seconds rôles (La Cousine Bette, L'Homme au masque de fer, ou encore dans le court métrage Paris Brixton, dans le rôle principal). Elle contribue aussi à des productions télévisées (The Investigator ou The Tribe). Dans ses prestations saluées par la critique, on mentionne Lavinia dans Titus.  
Elle se rend ensuite aux États-Unis et participe à Iron Jawed Angels (2004) pour la télévision. C'est à cette période qu'elle se marie avec Karl Geary, avec lequel elle avait joué dans Coney Island Baby ; le couple s'est établi d'abord à New York en 2003, avant de s'installer en Irlande en 2004. Début 2005, elle revient à Glasgow avec son mari et sa belle-fille et ils accueillent leur première fille en mai 2006. Après une brève pause, elle reprend le travail dès septembre 2006. En 2012, on la retrouve dans la cinquième saison de Breaking Bad, où elle tient le rôle de Lydia Rodarte-Quayle. En 2014, elle a ensuite incarné Reagan Black, dans la série Black Box, sur ABC. En 2017, elle reprend dans Better Call Saul le rôle qu'elle tenait dans Breaking Bad, série dont elle est dérivée.

## Filmographie

### Cinéma
- 1995 : Good Day for the Bad Guys : Red Riding Hood
- 1996 : Small Faces : Joanne Macgowan
- 1997 : Paris, Brixton : Amanda
- 1998 : À la recherche du passé (Left Luggage) : Chaya Silberschmidt
- 1998 : L'Homme au masque de fer (The Man in the Iron Mask) : beauté dans la chambre
- 1998 : La Cousine Bette (Cousin Bette) : Mariette
- 1998 : The Tribe : Megan
- 1998 : Divorcing Jack : Margaret
- 1999 : Virtual Sexuality : Justine Alice Parker (autre titre : Sexualité virtuelle)
- 1999 : Titus : Lavinia
- 1999 : Le Match du siècle (The Match) : Rosemary Bailey
- 1999 : Whatever Happened to Harold Smith? : Joanna Robinson
- 2000 : Kevin & Perry (Kevin & Perry Go Large) : Candice
- 2001 : Chevalier (A Knight's Tale) : Kate, forgeron
- 2001 : Vanilla Sky : le Futur
- 2002 : That Old One : Jane Doe
- 2003 : Devil's Gate : Rachael
- 2003 : Coney Island Baby : Bridget
- 2003 : Mafia rouge (Den of Lions) : Katya Paskevic
- 2003 : 16 Years of Alcohol : Helen
- 2006 : The Flying Scotsman : Anne Obree
- 2006 : Nina's Heavenly Delights : Lisa Mackinlay
- 2006 : Coups d'État (Land of the Blind) : Madeleine
- 2009 : The Boys Are Back : Katy
- 2009 : Cuckoo : Polly
- 2010 : Flutter : Helen
- 2016 : I Am Not a Serial Killer de Billy O'Brien  : April Cleaver

### Télévision

#### Série télévisée
- 1996 : Neverwhere (mini-série, 6 épisodes) : Door
- 1996 : Superman, l'Ange de Metropolis (Superman: The Animated Series) (saison 1, épisode 11 : My Girl) : Lizzie
- 2004 : He Knew He Was Right (mini-série, 4 épisodes) : Emily Trevelyan
- 2004 : Conviction (6 épisodes) : Lucy Romanis
- 2005 : Casanova (3 épisodes) : Henriette
- 2008 : The Passion : Abigail
- 2010 : Single Father (4 épisodes) : Rita
- 2010 : Lip Service (8 épisodes) : Cat MacKenzie
- 2012 : Breaking Bad (12 épisodes) : Lydia Rodarte-Quayle
- 2014 : Black Box : Reagan Black
- 2015 : New York, unité spéciale : Jessica Dillon (saison 16, épisode 18)
- 2016 : Houdini & Doyle : (S01 E02) : Mme Belworth
- 2016 : The Missing : Eve Stone
- 2017 : The Loch : Annie Redford
- 2017 : Better Call Saul : Lydia Rodarte-Quayle (2 épisodes)
- 2020 : Doctor Who : Kane (Orphan 55)
- 2021 : The Pact (Mini-série, 6 épisodes)  : Anna

#### Téléfilm
- 1997 : The Investigator : Louise Marshall
- 1997 : Summer of Love : Isabel
- 1999 : La Nuit des fantômes (A Christmas Carol) : Belle
- 2000 : Forgive and Forget : Hannah
- 2001 : Station Jim : Harriet Collins
- 2004 : Iron Jawed Angels (Volonté de fer) : Doris Stevens
- 2007 : Reichenbach Falls : Clara
- 2008 : Florence Nightingale : Florence Nightingale
- 2009 : No Holds Bard : Sarah Rutherford

## Récompenses
- Nommée aux BAFTA Awards d'Écosse de 2006 comme Best Actress in a Scottish Film pour The Flying Scotsman (2006)

## Vie privée
Elle est mariée à l'acteur d'origine irlandaise Karl Geary (2003), ils ont une fille. Ils vivent à Brooklyn.